# A Perfect Circles diskografi
Denna artikel behandlar diskografin för A Perfect Circle som är ett alternativ rock-band från USA. Bandet betraktas ofta som en supergrupp inom sin genre, och har släppt tre studioalbum, ett videoalbum, åtta singlar och tio musikvideor. A Perfect Circle bildades av Billy Howerdel. Efter att ha hört en demo av Howerdel bestämde sig även Maynard James Keenan (från Tool) att gå med i bandet som sångare. Bandet bildades officiellt 1999 och rekryterade senare basisten Paz Lenchantin, gitarristen Troy Van Leeuwen (från Failure) och trummisen Tim Alexander (från Primus). Alexander byttes dock ut under inspelningen av första skivan mot Josh Freese (från The Vandals). Första LP:n Mer de Noms släpptes i maj 2000, och sålde i runt 188 000 exemplar under första veckan. Bandet började turnera över hela världen för att stödja albumet som blev guldcertifierat av RIAA en månad efter att skivan släppts.
Medan bandet förberedde sig för sitt andra studioalbum bestämde sig Lenchantin och Van Leeuwen att lämna bandet för andra musikprojekt. De ersattes av basisten Jeordie White (från Marilyn Manson) och gitarristen Danny Lohner, vilka båda hade medverkat på bandets tidigare skivor som studiomusiker. Lohner hann bara framföra en låt på albumet innan han byttes ut mot James Iha (från The Smashing Pumpkins). A Perfect Circles andra skiva, Thirteenth Step, släpptes i september 2003, och sålde i runt 231 000 exemplar under debutveckan. Efter skivsläppen turnerade bandet i Nordamerika, Europa och Japan. Under 2004 fortsatte bandet att turnera, den här gången också i Australien och Nya Zeeland. De avslutade turnén i USA. Albumet blev guldcertifierat sex veckor efter att det hade släppts, och sålde platina i mars 2006. Det tredje albumet, Emotive, släpptes i november 2004, och sålde 142 000 ex under första veckan. Två veckor senare släppte bandet ett DVD-CD-set vid namn aMotion. Setet innehöll musikvideor för alla åtta singlar samt videor som aldrig blivit släppta och nio remixer. Emotive blev guldcertifierat fem veckor efter dess utgivning, och aMotion en månad efter att den släppts.

## Studioalbum
| År                                                    | Albumdetaljer                                                                             | Högsta listplacering | Högsta listplacering | Högsta listplacering | Högsta listplacering | Högsta listplacering | Högsta listplacering | Högsta listplacering | Högsta listplacering | Högsta listplacering | Högsta listplacering | Högsta listplacering | Högsta listplacering | Högsta listplacering | Certifieringar                 |
| År                                                    | Albumdetaljer                                                                             | US                   | AUS                  | AUT                  | CAN                  | FIN                  | FRA                  | GER                  | NLD                  | NZ                   | NOR                  | SWE                  | SWI                  | UK                   | Certifieringar                 |
| ----------------------------------------------------- | ----------------------------------------------------------------------------------------- | -------------------- | -------------------- | -------------------- | -------------------- | -------------------- | -------------------- | -------------------- | -------------------- | -------------------- | -------------------- | -------------------- | -------------------- | -------------------- | ------------------------------ |
| 2000                                                  | Mer de Noms - Släppt: 23 maj 2000 - Skivbolag: Virgin - Format: CD, kassett, LP           | 4                    | 2                    | —                    | 5                    | —                    | —                    | 55                   | 81                   | 2                    | 32                   | 54                   | —                    | 55                   | - US: Platinum - CAN: Platinum |
| 2003                                                  | Thirteenth Step - Släppt: 16 september 2003 - Skivbolag: Virgin - Format: CD, kassett, LP | 2                    | 3                    | 33                   | 1                    | 16                   | 41                   | 11                   | 17                   | 1                    | 7                    | 17                   | 77                   | 37                   | - US: Platinum - CAN: Gold     |
| 2004                                                  | Emotive - Släppt: 1 november 2004 - Skivbolag: Virgin - Format: CD, kassett, LP           | 2                    | 8                    | 61                   | 5                    | —                    | 61                   | 33                   | 46                   | 2                    | 18                   | —                    | 62                   | 80                   | - US: Gold - CAN: Gold         |
| "—" innebär att albumet inte placerade sig på listan. |                                                                                           |                      |                      |                      |                      |                      |                      |                      |                      |                      |                      |                      |                      |                      |                                |

## EP
| År                                                    | Albumdetaljer                                                                   | Högsta listplacering | Högsta listplacering | Högsta listplacering | Högsta listplacering | Högsta listplacering | Högsta listplacering | Högsta listplacering | Högsta listplacering | Högsta listplacering | Högsta listplacering | Högsta listplacering | Högsta listplacering | Högsta listplacering |
| År                                                    | Albumdetaljer                                                                   | US                   | AUS                  | AUT                  | CAN                  | FIN                  | FRA                  | GER                  | NLD                  | NZ                   | NOR                  | SWE                  | SWI                  | UK                   |
| ----------------------------------------------------- | ------------------------------------------------------------------------------- | -------------------- | -------------------- | -------------------- | -------------------- | -------------------- | -------------------- | -------------------- | -------------------- | -------------------- | -------------------- | -------------------- | -------------------- | -------------------- |
| 2009                                                  | Deep Cuts - Släppt: April 7, 2009 - Skivbolag: Virgin - Format: CD, Nerladdning | —                    | —                    | —                    | —                    | —                    | —                    | —                    | —                    | —                    | —                    | —                    | —                    | —                    |
| "—" innebär att albumet inte placerade sig på listan. |                                                                                 |                      |                      |                      |                      |                      |                      |                      |                      |                      |                      |                      |                      |                      |

## Singlar

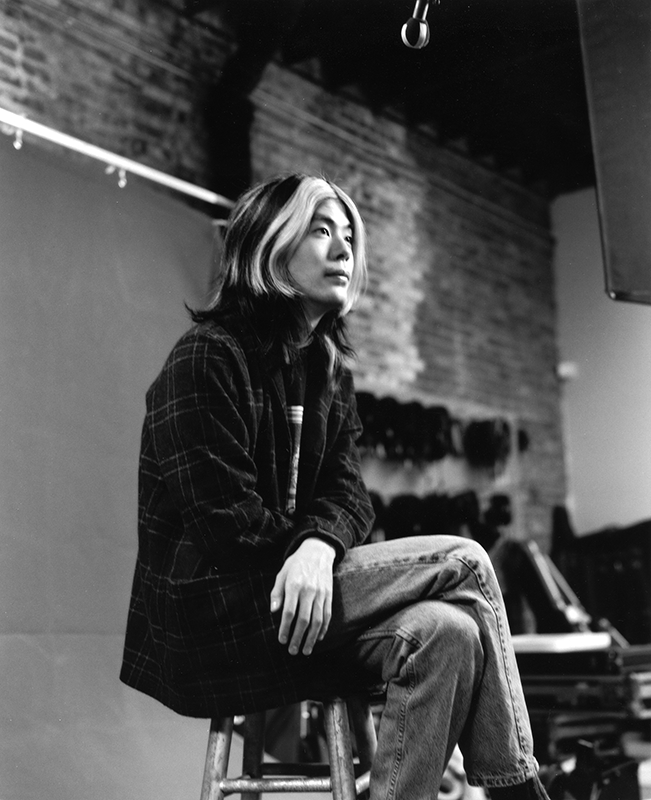
James Iha

| År                                                    | Namn                    | Listpositioner | Listpositioner | Listpositioner | Listpositioner | Listpositioner | Listpositioner | Album           |
| År                                                    | Namn                    | US             | US Main.       | US Mod.        | AUS            | NLD            | UK             | Album           |
| ----------------------------------------------------- | ----------------------- | -------------- | -------------- | -------------- | -------------- | -------------- | -------------- | --------------- |
| 2000                                                  | "Judith"                | 105            | 4              | 5              | 25             | —              | 153            | Mer de Noms     |
| 2000                                                  | "3 Libras"              | —              | 12             | 12             | —              | —              | 49             | Mer de Noms     |
| 2001                                                  | "The Hollow"            | —              | 14             | 17             | 49             | —              | 72             | Mer de Noms     |
| 2003                                                  | "Weak and Powerless"    | 61             | 1              | 1              | —              | —              | —              | Thirteenth Step |
| 2003                                                  | "The Outsider"          | 79             | 3              | 5              | —              | 69             | —              | Thirteenth Step |
| 2004                                                  | "Blue"                  | —              | 19             | 21             | —              | —              | —              | Thirteenth Step |
| 2004                                                  | "Imagine (John Lennon)" | —              | 26             | 26             | —              | —              | —              | Emotive         |
| 2005                                                  | "Passive"               | —              | 14             | 14             | —              | —              | —              | Emotive         |
| "—" innebär att albumet inte placerade sig på listan. |                         |                |                |                |                |                |                |                 |

## Videoalbum
| År   | Videodetaljer                                                           | Innehåll | Certifieringar             |
| ---- | ----------------------------------------------------------------------- | --- | -------------------------- |
| 2004 | aMotion - Släppt: 16 november 2006 - Format: DVD/CD - Skivbolag: Virgin | - Musikvideor till 6 singlar, tillsammans med inte släppta videor. - Remixer av varje single som antingen bara funnits på b-sidorna av singlarna eller på soundtracken. | - US: Platinum - CAN: Guld |

## Musikvideor

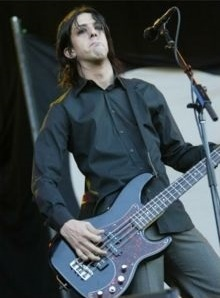
Jeordie White.

| År   | Namn                                                        | Regissör                               |
| ---- | ----------------------------------------------------------- | -------------------------------------- |
| 2000 | "Judith"                                                    | David Fincher                          |
| 2001 | "3 Libras"                                                  | Paul Hunter                            |
| 2002 | "Thinking of You"                                           | Steven Grasse                          |
| 2003 | "Weak and Powerless"                                        | Brothers Strause                       |
| 2003 | "The Outsider"                                              | Steven Grasse                          |
| 2004 | "Blue"                                                      | Joseph Perez                           |
| 2004 | "Counting Bodies Like Sheep to the Rhythm of the War Drums" | Nick Paparone Paul Thiel Steven Grasse |
| 2004 | "Imagine"                                                   | Gerald Casale                          |
| 2005 | "Passive"                                                   | Brothers Strause                       |